# 그림젤호
그림젤 호수(Lake Grimsel) 또는 그림젤제(독일어: Grimselsee)는 스위스 베른주의 그림젤 고개 근처에 있는 인공 호수이다. 용량은 대략 95m³의 부피로 오버아어 호수(Oberaarsee), 레터리히스보덴제(Räterichsbodensee)와 겔머제(Gelmersee)와 같은 지역의 다른 수력발전 저수지보다 크다. 댐은 1932년에 완공되었으며, 오버하슬리 발전소(Kraftwerke Oberhasli AG, KWO)에서 운영하고 있다. 이 호수는 행정구역 상 구탄넨의 시정촌에 있다.
호수의 두 댐 벽 사이에 위치한 그림젤 호수에 접근할 수 있는 통과 도로는 호수를 따라 짧은 길이로 이어진다. 호수의 상단 끝은 운터아어 빙하와 만난다. 얼마 전에 더 위쪽으로 둑이 막혀 있는 오버아어 호수가 왼쪽에서 그림젤 호수로 흘러들어 온다.